# 川部村 (愛知県)
川部村（かわべむら）は、愛知県海東郡にあった村。現在のあま市の一部にあたる。

## 地理
蟹江川上流の両岸に位置していた。

## 歴史
- 1889年（明治22年）10月1日、町村制の施行により、海東郡川部村が単独で村制施行し、川部村が発足[1][2]。大字は編成せず[2]。
- 1890年（明治23年）10月1日、海東郡秋竹村、桂村、下田村と合併し、井和村を新設して廃止された[1][2]。合併後、井和村川部となる[2]。

### 地名の由来
川葉の転訛で、川葉は川端の下略。旧蟹江川と小切戸川の間の川辺の村の意。

## 産業
- 農業[2]